# 노하라촌
노하라촌(일본어: 野原村)은 일본 기후현 에나군에 설치되었던 촌이다. 현재의 아이치현 도요타시에 해당한다.

## 참고 문헌
- 角川日本地名大辞典編纂委員会,『角川日本地名大辞典 21 岐阜県』1980, 角川書店